# 金原陸夫
金原 陸夫（かねはら むつお）は、日本の実業家。昭和産業代表取締役社長や、同社代表取締役会長、日本植物蛋白食品協会会長、日本植物油協会会長等を務めた。

## 人物・経歴
青森県青森市出身。青森県立青森高等学校を経て、1960年東北大学経済学部卒業。昭和産業代表取締役社長を務め、ISO 14001の取得などにあたった。1992年日本植物蛋白食品協会会長。2002年日本植物油協会会長。